# Wyoming (Delaware)
Wyoming è una città degli Stati Uniti, situata nella Contea di Kent, nello Stato del Delaware. Il suo nome deriva da quello della Wyoming Valley situata in Pennsylvania. Fa parte dell'area micropolitana di Dover. Secondo il censimento del 2000 la popolazione era di 1 141 abitanti.

## Geografia fisica
Secondo i rilevamenti dello United States Census Bureau, la città di Wyoming si estende su una superficie totale di 1,8 km², dei quali 1,7 km² sono occupati da terre, mentre 0,1 km² sono occupati dalle acque, corrispondenti al 2,90% dell'intero territorio.

## Popolazione
Secondo il censimento del 2000, a Wyoming vivevano 1 141 persone, ed erano presenti 315 gruppi familiari. La densità di popolazione era di 652,5 ab./km². Nel territorio comunale si trovavano 485 unità edificate. Per quanto riguarda la composizione etnica degli abitanti, il 79,49% era bianco, il 13,32% era afroamericano, lo 0,09% era nativo, e il 3,86% era asiatico. Il restante 3,25% della popolazione appartiene ad altre razze o a più di una. La popolazione di ogni razza proveniente dall'America Latina corrisponde al 2,54% degli abitanti.
Per quanto riguarda la suddivisione della popolazione in fasce d'età, il 25,0% era al di sotto dei 18, il 7,9% fra i 18 e i 24, il 31,4% fra i 25 e i 44, il 22,8% fra i 45 e i 64, mentre infine il 13,0% era al di sopra dei 65 anni di età. L'età media della popolazione era di 37 anni. Per ogni 100 donne residenti vivevano 99,1 maschi.

## Attrazioni
Ogni anno nel mese di agosto si festeggia il "Wyoming Peach Festival". All'interno delle celebrazioni si organizzano degustazioni e visite nei campi. La Fifer Orchards è il maggiore produttore del Delaware di pesche e di mele.